# Tennis vid olympiska sommarspelen 2012
Turneringarna i tennis vid olympiska sommarspelen 2012 spelades på All England Lawn Tennis & Croquet Club i Wimbledon, London mellan 28 juli och 5 augusti 2012.

## Medaljfördelning
| Pl. | Nation         | Guld | Silver | Brons | Totalt |
| --- | -------------- | ---- | ------ | ----- | ------ |
| 1   | USA            | 3    | 0      | 1     | 4      |
| 2   | Storbritannien | 1    | 1      | 0     | 2      |
| 3   | Belarus        | 1    | 0      | 1     | 2      |
| 4   | Frankrike      | 0    | 1      | 1     | 2      |
| 4   | Ryssland       | 0    | 1      | 1     | 2      |
| 6   | Tjeckien       | 0    | 1      | 0     | 1      |
| 6   | Schweiz        | 0    | 1      | 0     | 1      |
| 8   | Argentina      | 0    | 0      | 1     | 1      |
|     | Totalt         | 5    | 5      | 5     | 15     |

## Medaljsammanfattning
| Gren                 | Guld                                          | Guld                                          | Silver                                          | Silver                                          | Brons                                          | Brons                                          |
| -------------------- | --------------------------------------------- | --------------------------------------------- | ----------------------------------------------- | ----------------------------------------------- | ---------------------------------------------- | ---------------------------------------------- |
| Herrsingel detaljer  | Andy Murray · Storbritannien                  | Andy Murray · Storbritannien                  | Roger Federer · Schweiz                         | Roger Federer · Schweiz                         | Juan Martín del Potro · Argentina              | Juan Martín del Potro · Argentina              |
| Damsingel detaljer   | Serena Williams · USA                         | Serena Williams · USA                         | Marija Sjarapova · Ryssland                     | Marija Sjarapova · Ryssland                     | Viktoryja Azaranka · Vitryssland               | Viktoryja Azaranka · Vitryssland               |
| Herrdubbel detaljer  | USA · Bob Bryan · Mike Bryan                  | USA · Bob Bryan · Mike Bryan                  | Frankrike · Michael Llodra · Jo-Wilfried Tsonga | Frankrike · Michael Llodra · Jo-Wilfried Tsonga | Frankrike · Julien Benneteau · Richard Gasquet | Frankrike · Julien Benneteau · Richard Gasquet |
| Damdubbel detaljer   | USA · Serena Williams · Venus Williams        | USA · Serena Williams · Venus Williams        | Tjeckien · Andrea Hlaváčková · Lucie Hradecká   | Tjeckien · Andrea Hlaváčková · Lucie Hradecká   | Ryssland · Marija Kirilenko · Nadia Petrova    | Ryssland · Marija Kirilenko · Nadia Petrova    |
| Mixeddubbel detaljer | Vitryssland · Viktoryja Azaranka · Max Mirnyj | Vitryssland · Viktoryja Azaranka · Max Mirnyj | Storbritannien · Laura Robson · Andy Murray     | Storbritannien · Laura Robson · Andy Murray     | USA · Lisa Raymond · Mike Bryan                | USA · Lisa Raymond · Mike Bryan                |

Denna tabell: visa • redigera

## Program
Enligt den officiella hemsidan, se fotnot (5 juli 2011)
| Gren        | juli | juli | juli | juli | augusti | augusti | augusti | augusti | augusti |
| Gren        | 28   | 29   | 30   | 31   | 1       | 2       | 3       | 4       | 5       |
| ----------- | ---- | ---- | ---- | ---- | ------- | ------- | ------- | ------- | ------- |
| Herrsingel  | R1   | R1   | R2   | R2   | R3      | QF      | SF      |         | B/F     |
| Damsingel   | R1   | R1   | R2   | R2   | R3      | QF      | SF      | B/F     |         |
| Herrdubbel  | R1   | R1   | R2   | QF   |         | SF      |         | B/F     |         |
| Damdubbel   | R1   | R1   | R2   | QF   |         | SF      |         |         | B/F     |
| Mixeddubbel |      |      |      |      | R1      | QF      | SF      | B       | F       |

R1 - Första omgången, R2 - Andra omgången, R3 - Tredje omgången, QF - Kvartsfinal, SF - Semifinal, B - Bronsmatch, F - Final

## Kvalregler
Dessa regler är de som utsatts av ITF, det internationella tennisförbundet.
Singel
Totalt 64 spelare får delta i herr- respektive damsingel.
- 56 platser delas ut till de högst rankade på världsrankinglistan den 11 juni 2012.
- 6 platser delas ut av ITF, det internationella tennisförbundet.
- Ytterligare 2 platser tillsätts som wildcards.
  - Högst fyra platser per nation i respektive gren.

Dubbel
Totalt 32 par får delta i herr- respektive damdubbel.
- 24 par får sin plats genom världsrankingen den 11 juni 2012.
- 8 par får sin plats av ITF.
  - Högst två par per nation i respektive gren.

Mixed dubbel
- Deltagare i denna klass kommer offentliggöras i samband med de olympiska spelen.

## Svenska spelare
- Sofia Arvidsson, singel
- Johan Brunström och Robert Lindstedt, dubbel